# Commissaire du baseball

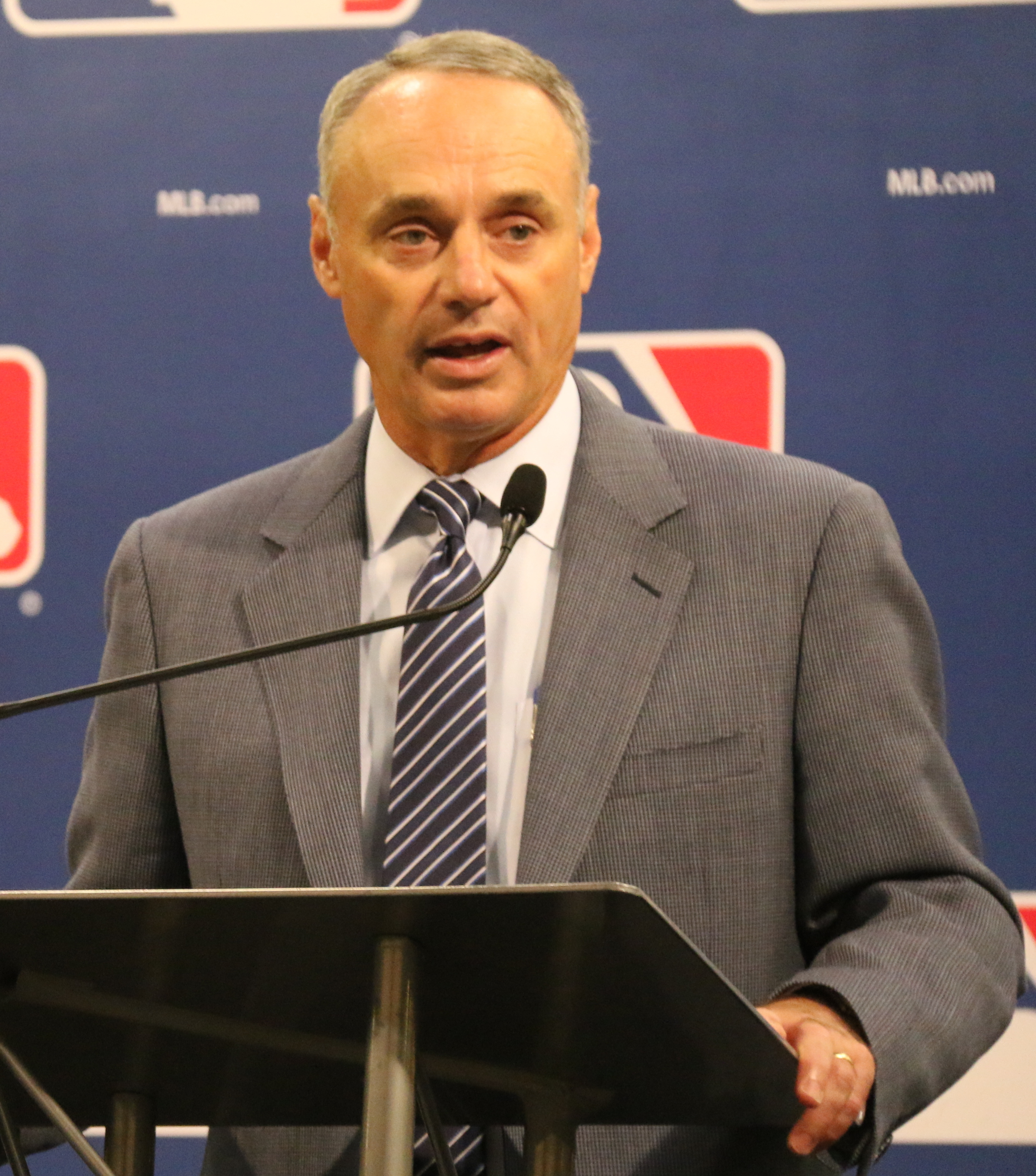
Rob Manfred, actuel commissaire du baseball.

La fonction de commissaire du baseball est la plus haute fonction de dirigeant dans la Ligue majeure de baseball (MLB). 
L'actuel commissaire du baseball est Rob Manfred depuis le 25 janvier 2015.
Au début du XXe siècle, le baseball majeur était dirigé par une « Commission nationale » (National Commission) composée de trois dirigeants. En 1920, à la suite du scandale des Black Sox de l'année précédente, la fonction de commissaire a été créée.
Le premier commissaire, Kenesaw Mountain Landis, est celui qui est resté en poste le plus longtemps, soit 24 années, de 1920 à 1944. Celui qui fut en fonction le moins longtemps fut Bartlett Giamatti, décédé subitement d'un arrêt cardiaque cinq mois jour pour jour après son entrée en poste en 1989.

## Liste des commissaires du baseball

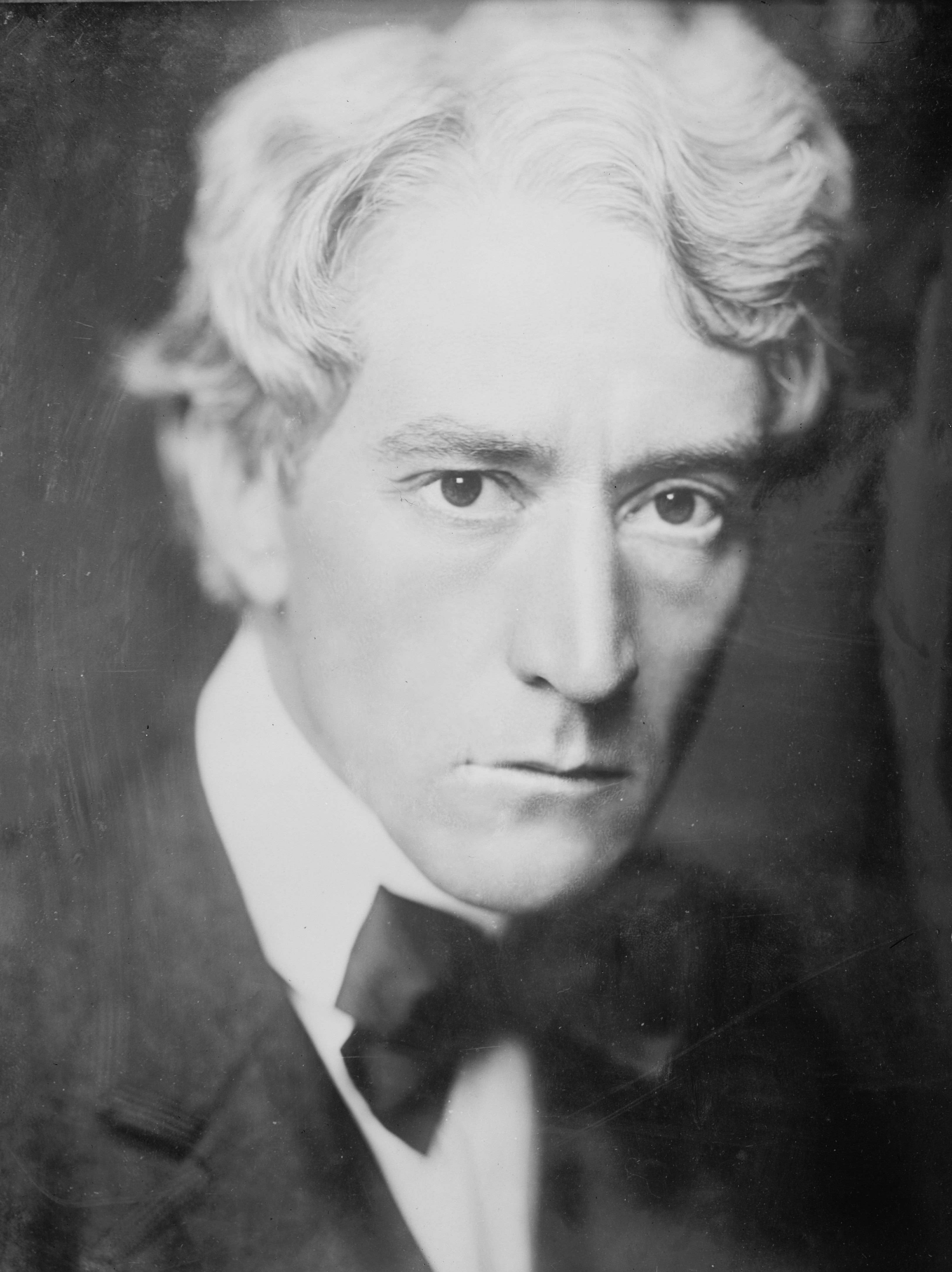
Kenesaw Mountain Landis, premier commissaire du baseball.

1. Kenesaw Mountain Landis (1920–1944)
2. A. B. « Happy » Chandler. (1945–1951)
3. Ford Frick (1951–1965)
4. William Eckert (1965–1968)
5. Bowie Kuhn (1969–1984)
6. Peter Ueberroth (1984–1989)
7. Bartlett Giamatti (1989)
8. Fay Vincent (1989–1992)
9. Bud Selig (commissaire de facto de 1992 à 1998, commissaire de 1998[2] à 2015)
10. Rob Manfred (commissaire depuis 2015[1])